# Бахмутський «Бабин Яр»

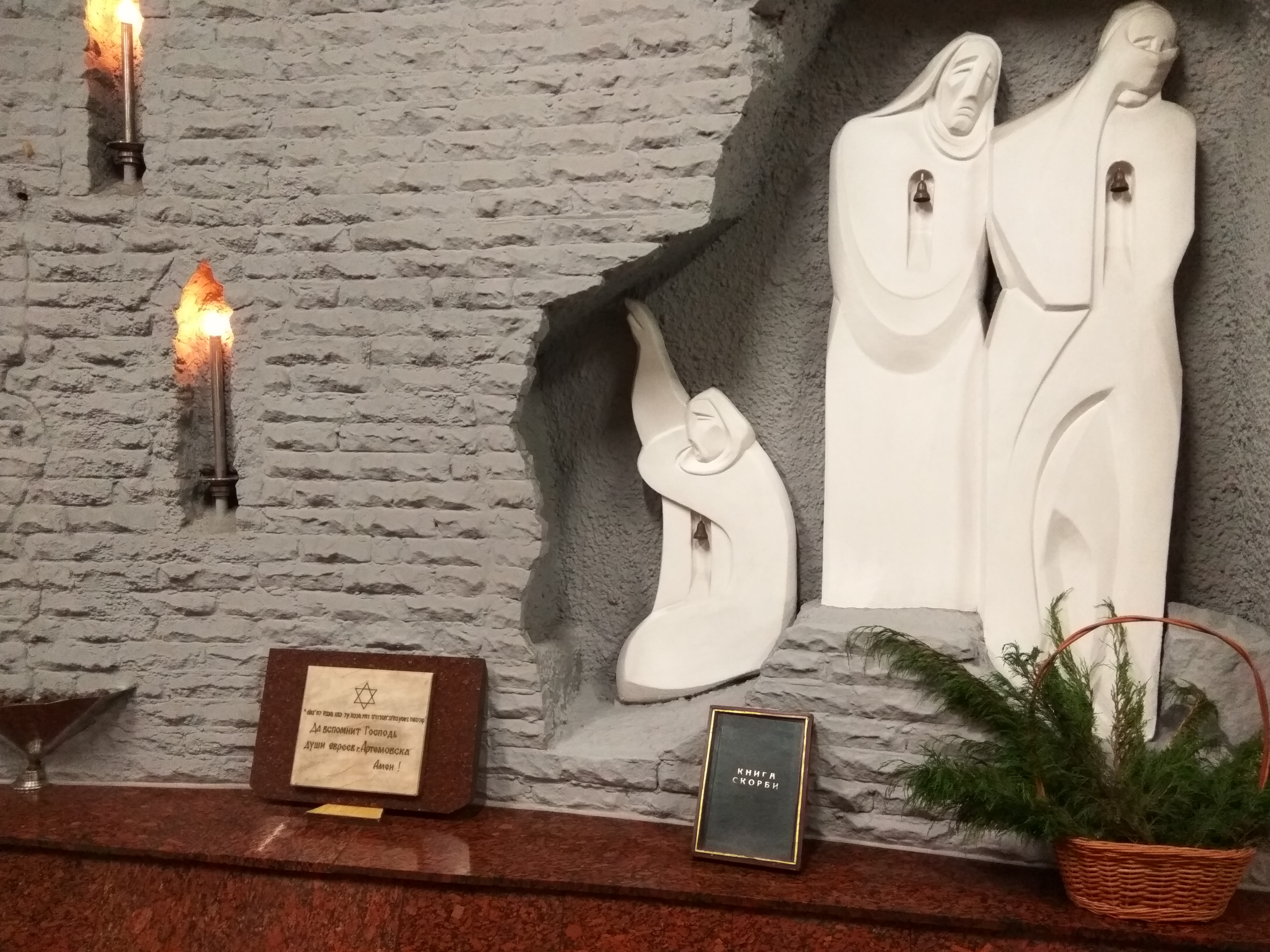
Меморіал на території заводу шампанських вин

Бахмутський «Бабин Яр» — місце масового вбивства цивільного населення, серед якого більшість були приналежні до єврейської національності, здійснюване німецькими окупаційними військами та радянськими колабораціоністами у 1942 році. Розташоване в м. Бахмут Донецької області, на сучасній території заводу шампанських вин «Artemovsk Winery».

## Трагедія Бахмутського Бабиного Яру
Цифра вбитих нацистами людей коливається близько 3 тисяч загиблих. Відомо, що знищення людей проводилося німцями у різний спосіб — одних вбили, використовуючи газові камери, інших замуровували заживо в алебастрових штольнях. Саме одна з камер-вироблення алебастру була обрана окупантами для здійснення масового вбивства. За даними досліджень, саме в камері № 46 було замуровано заживо людей. Їх не виокремлювали за статевими або віковими ознаками.
У матеріалах Нюрнберзького процесу над головними військовими злочинцями 1959 року висвітлені наступні дані: «У двох кілометрах на схід від міста Бахмута (тоді — Артемівська), в тунелі кар'єру алебастрового заводу на відстані 400 метрів від входу є невеликий отвір, замурований цеглою. Після руйнування цього отвору виявлено продовження тунелю, що закінчується овальною печерою. Вся печера заповнена трупами людей, лише невеликий простір біля входу і вузька смуга в центрі вільні від трупів. Всі трупи тісно притиснуті один до іншого і звернені спинами до вхідного отвору печери. Трупи настільки близько стикаються, що, на перший погляд, являють собою суцільну масу тіл».

## Пам'ятники встановлені на місці трагедії
Міськрада Бахмута, єврейський благодійний фонд та Бахмутський завод «Artemovsk Winery», на території якого міститься камера, де було здійснене вбивство, ініціювали і відкрили 12 січня 1999 року на місці трагедії меморіал «Стіна плачу». Відомо, що з цієї стіни постійно сльозиться ґрунтова вода, а місцеві називають це явище сльозами загиблих на тому місці людей.

## Вшанування пам'яті загиблих
10 січня у шахті заводу проводяться акції вшанування пам'яті замордованих. Щорічний мітинг-реквієм відвідує багато людей.